# Najstarsza Synagoga w Legnicy
Najstarsza Synagoga w Legnicy – pierwsza, murowana synagoga znajdująca się w Legnicy, w centrum dawnej dzielnicy żydowskiej.
Synagoga została zbudowana w około 1320 roku. W 1453 roku za sprawą działalności Jana Kapistrana wszystkich Żydów wygnano z miasta i zniszczono synagogę. Jej dalsze losy nie są znane.